# Und wandern sollst Du ruhelos
Und wandern sollst Du ruhelos è un film muto del 1915 scritto e diretto da Richard Oswald.

## Produzione
Il film fu prodotto dalla Lothar Stark-Film.

## Distribuzione
In Germania, il film fu presentato alla stampa con una proiezione al Tauentzien-Variété del 29 settembre 1915.
In Ungheria, il titolo fu tradotto in Az örök vándor.